# Orobanche tacnaensis
Orobanche tacnaensis är en snyltrotsväxtart som beskrevs av Johannes Mattfeld. Orobanche tacnaensis ingår i släktet snyltrötter, och familjen snyltrotsväxter. Inga underarter finns listade i Catalogue of Life.